# 光柱鱼属
光柱鱼属為輻鰭魚綱仙女魚目青眼魚亞目崖蜥魚科的一属。

## 下属物种
- 諾氏光柱魚(Luciosudis normani)